# Pulsarov planet
Pulsarov planet je planet koji se nalazi u orbiti oko pulsara ili brzo rotacijskih neutronskih zvijezda. Prvi takav planet koji je otkriven bio je oko milisekundnoh pulsara i bio je prvi ekstrasolarni planet koji je potvrđen kao otkriven.
Pulsarovi planeti otkrivaju se pulsarskim mjerenjima vremena kako bi se otkrile anomalije u razdoblju pulsacije. Sva tijela u orbiti oko pulsara uzrokovat će redovne promjene u pulsaciji. Budući da se pulsari normalno okreću gotovo konstantnom brzinom, bilo kakve promjene mogu se lako otkriti uz pomoć preciznih mjerenja vremena. Otkriće pulsarovih planeta bilo je neočekivano; pulsari ili neutronske zvijezde prethodno su otišli u supernovu, a mislilo se da bi bilo koji planet koji orbitira oko takvih zvijezda bio uništen u eksploziji.